# Песнь последнего менестреля
 «Песнь после́днего менестре́ля» (англ. The Lay of the Last Minstrel) — поэма Вальтера Скотта. Писатель начал работать над ней летом или осенью 1802 года. Изначально он намеревался включить «Песнь последнего менестреля» в третий том сборника «Песни шотландской границы», но она вскоре стала слишком длинной для включения в сборник. Четырёхстопный ямб был создан под влиянием поэмы «Кристабель» Кольриджа. Поэма была завершена в августе 1804 года и опубликована 12 января 1805 в издательстве Longman, Hurst, Rees, and Orme (Лондон) и Constable and Co. (Эдинбург).
«Песнь последнего менестреля» была феноменально популярна сразу после публикации и моментально принесла славу Вальтеру Скотту. За три года она переиздавалась шесть раз, а суммарные продажи за 10 лет превысили 27 тыс. копий — неслыханная для поэтического произведения цифра. В Шотландию хлынул поток туристов. Отзывы критики также были в основном положительными, например, Фрэнсис Джеффри из Edinburgh Review назвал строфы «поэтически совершенными», хотя Literary Journal и Monthly Review сочли сюжет неясным и неправдоподобным.

## Сюжет
Действие происходит в XVII веке. Леди Маргарет из клана Скотт влюбляется в барона Генри Крэнстона, союзника вражеского клана Керр. Между этими кланами существует смертельная вражда, приведшая к гибели отца Маргарет. Мать Маргарет из-за этого не дает согласие на её брак с Генри.